# کرگدن بورنئی
کرگدن بورنئی (نام علمی: Dicerorhinus sumatrensis harrissoni) نام یک زیرگونه از گونه کرگدن سوماترایی است.